# Делила Хатуел
Делила (Хаја) Хатуел (хебр. דלילה (חיה) חתואל; Ако, 15. новембар 1980) израелска је олимпијска флоре мачеватељка. Представљала је Израел на Летњим олимпијским играма 2008. и пласирала се као девета у свету.

## Биографија
Рођена је у израелском лучком граду Ако (Северни округ). Њен брат Маор Хатуел је такође мачевалац, као и њена ујна Лидија Хатуел-Цукерман и њен ујак Јицак Хатуел. Делила, Хаим (њен отац) и Лидија тренирају мачевању јеврејску и арапску децу у Олимпијском мачевалачком центру Ако.

### Мачевалачка каријера
Хатуелова је завршила девета у тимском флореу на Светском првенству у мачевању 1997. у Кејптауну (Јужна Африка, односно осма у тимском флореу на Европском првенству у мачевању 1998. у Пловдиву (Бугарска).
У јулу 2007, завршила је шеста у индивидуалном флореу на Европском првенству у мачевању — у Генту (Белгија). Током 2008, завршила је у топ 10 у колу на Светском купу у мачевању, те била рангирана као 16. у свету.
У априлу 2008, била је на 9. позицији у свету у женском флореу. У јулу 2008, на Европском првенству у мачевању — у Кијеву (Украјина) — победила је олимпијску првакињу у флореу Валентину Вецали, али је повредила колено пред крај наступа. Пласирала се седма у индивидуалном флореу на овом турниру.
Повреда јој је била озбиљна; поцепала је предњи укрштени лигамент, што је захтевало хируршку интервенцију. Била је подвргнута третману у хипербаричној оксигенској комори у Медицинском центру „Асаф Харофе” у Цифрину (Израел), тако да би се довољно и убрзано опоравила за Летње олимпијске игре 2008. Излагање кисеонику под високим притиском поспешује природни процес излечења тела.
Хатуелова, тада рангирана као 11. у свету, представљала је Израел на Летњим олимпијским играма 2008. — у Пекингу (Кина) —, у флоре мачевању. Пласирала се као 19, изгубивши 10 : 9 од тада актуелног светског носиоца наслова — Викторије Никишине, из тима Русије који је однео злато. Хатуелова је изједначила меч са мање од минуте до краја, а поражена је у продужетку. Касније је изјавила: „Тужна сам, али овај губитак нема ништа с мојом повредом. Изгубила сам у изједначеном мечу.” Како год, репортер за Харец је рекао „изгледа да је Хатуелина повреда колена била болна”. Она је саопштила како ће бити подвргнута још једној операцији и да се нада учешћу на ЛОИ 2012. у Лондону (Енглеска, УК).
Године 2009, освојила је златну медаљу на Макабијским играма у женском мачевању.